# Jana Kask
Jana Kask (Tartu, 11 novembre 1991) è una cantante estone, diventata famosa nel 2008 quando ha vinto la seconda edizione del talent show Eesti otsib superstaari (versione estone di Pop Idol). Jana ha vinto il programma con il 52,9% dei voti contro Arno Suislep. Fino ad ora, Jana detiene il record della più giovane vincitrice delle versioni di Pop Idol in tutto il mondo. Ha pubblicato il suo primo album Face In The Mirror nel dicembre del 2009. Nel 2011 presenta il brano Don't Want Anything all'Eesti Laul 2011.

## Discografia

### Album
- 2009 - Face In The Mirror

### Singoli
- 2008 - Leaving You for Me
- 2009 - Dirty On The Dancefloor (feat. Gash Mo)